# 粉領族

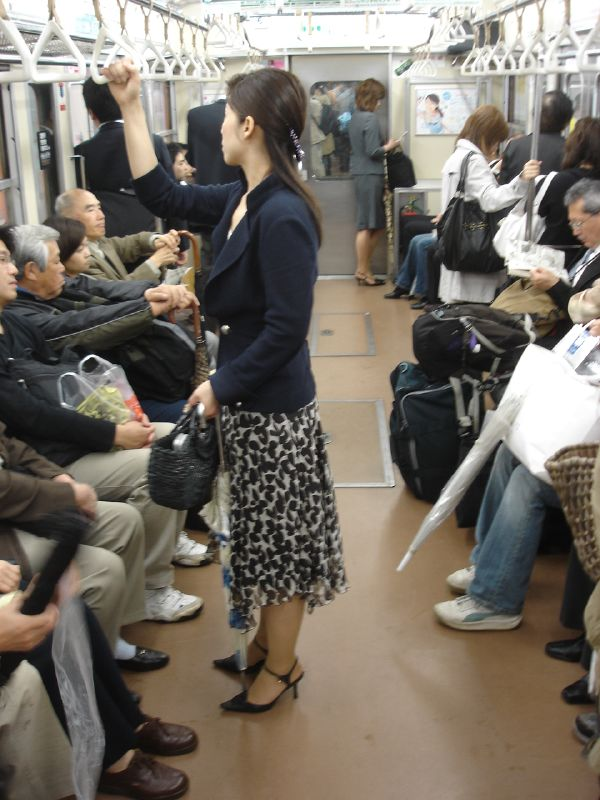
電車上的粉領族

粉領族（pink-collar worker）是外來的生活型態類別用詞，意謂著女性的上班族。这类人从事传统意义上的女性工作，即护理、育儿等职业。
粉領族在社會學者的定義上，通常是指執行工作的女性，例如最具代表的粉領族工作之一，就是秘書，此外，亦有資料輸入員、賣場銷售員、保姆或是照顾幼儿之类的工作；其他則包括了護理、清潔等職務。
粉領並非指在這樣族群中所有女性都身著有粉紅色領子的衣著，而是為了要與另外兩個｢藍領族｣、｢白領族｣論點做區分，而用粉紅色來代表女性族群。粉領族這個名詞出現在上列兩詞之後，有可能源自於1997年Louise Kapp Howe所寫的同名書籍。
今日在某些地區的媒體還經常使用粉領族一詞，因此出現了一些反粉領族的運動，以及探討粉領族心理和消費層面的書籍，如1993年出版的《粉領族的憂鬱》就探討了科技產業中女性工作者所遇到的許多具爭議性的問題，如職務的分配和升遷的制度等。
在亞洲世界使用粉領族一字，通常不帶有貶意，反之則是流行與行銷主要生活型態的用詞之一，許多女性雜誌定位在粉領族的銷售推廣，此外，粉領族與｢OL｣的區隔尚不明顯，絕大部份時候，OL與粉領族指的是同一種人。指办公室女文员。

### 引用
1. ↑  Pink Collar blues；ISBN 978-0-522-84520-4

### 书籍
- － (PDF). 臺北市: . 2005年修訂版: 頁24. ISBN 957-678-430-1.
- Louise K. Howe《粉領族》（Pink Collar Workers）1978年出版。ISBN 978-0-380-01924-3
- Delinda Probert & Bruce Wilson 《粉領族的憂鬱》（Pink Collar Blues）1993年出版。ISBN 978-0-522-84520-4
- Sharon H. Mastracci 《打開粉領聚集區》（Breaking Out of the Pink-Collar Ghetto）2004年出版。ISBN 978-0-7656-1355-4
- Li Yi. 2005. The Structure and Evolution of Chinese Social Stratification. University Press of America. ISBN 978-0-7618-3331-4

## 参看
- 雅痞